# Vicious (serial telewizyjny)
Vicious – brytyjski sitcom emitowany na ITV. Jego bohaterami są Freddie i Stuart, para gejów będąca w stałym związku od 49 lat, pozostająca w relacji miłosno-nienawistnej.
Seria zadebiutowała 29 kwietnia 2013 osiągając 5,78 miliona widzów. Pierwszy sezon zakończył się w czerwcu 2013 i został wydany na DVD w listopadzie tegoż roku. W sierpniu 2013 oficjalnie potwierdzono zamówienie drugiego sezonu, którego premierowy odcinek został wyemitowany 1 czerwca 2015.

## Obsada
- Ian McKellen jako Freddie Thornhill – Podstarzały aktor otrzymujący głównie epizodyczne role telewizyjne. Pomimo że jego kariera nigdy nie nabrała prawdziwego rozmachu, zachowuje się jak gdyby był wielkim aktorem.
- Derek Jacobi jako Stuart Bixby – Były barman i menedżer knajpiany. Jego będąca w podeszłym wieku matka, Mildred, nie zdaje sobie sprawy, że Stuart jest gejem.
- Iwan Rheon jako Ash Weston – 22-letni, przystojny (choć heteroseksualny) sąsiad Freddiego i Stuarta, który zaprzyjaźnia się z partnerami przy okazji przeprowadzki do lokalu nad ich mieszkaniem.
- Frances de la Tour jako Violet Crosby – Bliska przyjaciółka Freddiego i Stuarta, niespełniona w miłości, podrywa Asha.
- Marcia Warren jako Penelope – Zbzikowana, stara przyjaciółka pary głównych bohaterów. Ma kłopoty z percepcją, nie rozpoznaje miejsc ani ludzi.
- Philip Voss jako Mason – Brat Freddiego i bardzo dobry przyjaciel Penelope. Często podobnie cięty w języku jak główna para bohaterów.